# 21e Legergroep

Insigne van het Britse 21e Legergroep

De 21e Legergroep (Engels: 21st Army Group) was een legergroep van de geallieerden tijdens de Tweede Wereldoorlog. Het bestond voornamelijk uit Britse en Canadese eenheden. De legergroep ontstond in juli 1943 in Londen als onderdeel van de Supreme Headquarters Allied Expeditionary Force (SHAEF). De 21e Legergroep was actief in Noord-Frankrijk, Luxemburg, België, Nederland  en Duitsland. 

## Geschiedenis
De 21e Legergroep stond onder bevel van generaal (later veldmaarschalk) Bernard Montgomery. Oorspronkelijk vielen alle grondtroepen tijdens Operatie Overlord onder de 21e Legergroep. 
Toen een aanzienlijke Amerikaanse legermacht in Normandië was geland werden de Amerikaanse eenheden samengebracht in de 12e Legergroep onder generaal Omar Bradley. De 21e Legergroep behield alleen nog het Britse Tweede Leger en het Eerste Canadese Leger. 
Tijdens de gevechten in Normandië was de 21e Legergroep onder andere betrokken bij de Slag om Caen en gevechten om de Zak van Falaise. Na Operatie Dragoon vormde de 21e Legergroep de linkerflank van de geallieerde opmars in Noordwest-Europa. Het werd verantwoordelijk voor de verovering van de havens en het uitschakelen van de V-1 en V-2–lanceerbases die langs de kusten van Frankrijk en België lagen. Op 4 september 1944 werd de Belgische havenstad Antwerpen veroverd. 
De 21e Legergroep speelde een belangrijke rol tijdens Operatie Market Garden. Na het mislukken van Operatie Market Garden was de Legergroep betrokken bij de Slag om de Schelde. 
Tijdens de Slag om de Ardennen werden de Amerikaanse eenheden (Amerikaanse Eerste Leger en het Amerikaanse Negende Leger) ten noorden van Ardennen overgeheveld naar de 21e Legergroep. 
De reden was dat het hoofdkwartier van de Amerikaanse 12e Legergroep die ten zuiden van de Ardennen lag door de Duitse aanval werd af gesneden van de Amerikaanse eenheden ten noorden van de Ardennen. Na de slag keerde het Amerikaanse Eerste Leger terug naar de 12e Legergroep en bleef het Amerikaanse Negende Leger langer onder bevel staan van Montgomery’s 21e Legergroep. 
Tussen 14 en 27 januari 1945 was de 21e Legergroep betrokken bij Operatie Blackcock. Na de succesvolle operatie waren de eenheden van  de legergroep betrokken bij Operatie Veritable en Operatie Grenade. Tijdens Operatie Plunder staken het Britse Tweede Leger en het Amerikaanse Negende Leger op 13 maart 1945 de rivier de Rijn op verschillende plaatsen over. 
Het Eerste Canadese Leger werd verantwoordelijk voor de bevrijding van Nederland, het Britse Tweede Leger voor de bezetting van Noordwest-Duitsland en de bevrijding van Denemarken en het Amerikaanse Negende Leger vormde de noordelijke vleugel voor de omsingeling van het Ruhrgebied. Op 4 april 1945 werd het Amerikaanse Negende Leger weer overgeheveld naar de 12e Legergroep.   
Na de Duitse capitulatie kreeg de 21e Legergroep de rol van hoofdkwartier voor de Britse bezettingszone in Duitsland. De groep werd op 25 augustus 1945 hernoemd tot de British Army of the Rhine (BAOR).  

## Eenheden
De voornaamste formaties van de 21e Legergroep waren het Eerste Canadese Leger en het Britse Tweede Leger. In de praktijk waren beide legers niet homogeen. De legers omvatten ook Poolse eenheden en kleinere Nederlandse, Belgische en Tsjechische eenheden. Verschillende keren werden ook Amerikaanse eenheden onder het bevel geplaatst van de 21e Legergroep.   
De staat van de 21e Legergroep bestond in mei 1945 uit de volgende eenheden:
- Britse Tweede Leger – generaal Miles Dempsey
  - Britse 1e Legerkorps – luitenant-generaal Gwilym Ivor Thomas
  - Britse 8e Legerkorps – luitenant-generaal Evelyn Barker
  - Britse 12e Legerkorps – luitenant-generaal Neil Ritchie
  - Britse 30e Legerkorps – luitenant-generaal Brian Horrocks

- Eerste Canadese Leger – generaal Harry Crerar
  - 1e Canadese Legerkorps – luitenant-generaal Charles Foulkes
  - 2e Canadese Legerkorps – luitenant-generaal Guy Simonds